# ラマグドレーヌ
ラマグドレーヌ（仏: Lamagdelaine）は、フランス南西部のオクシタニー地域圏ロット県に属するコミューン。

## 地理
県の南部に位置し、県都のカオールから北東へ5kmのところにある。街のそばにはロット川が流れている。県都の近くに位置するためフランス・オートルート A20号線のほか多くの幹線道路が通り、交通の便はよい。

## 行政
- 市長：モーリス・ポン（Maurice Pons、2008年から）

## 人口の推移
| 1962年 | 1968年 | 1975年 | 1982年 | 1990年 | 1999年 | 2006年 |
| ------ | ------ | ------ | ------ | ------ | ------ | ------ |
| 215    | 275    | 443    | 626    | 731    | 740    | 762    |

INSEEより。